# Elia Morpurgo
Pour les personnes ayant le même patronyme, voir Morpurgo.
Ne doit pas être confondu avec Elio Morpurgo.

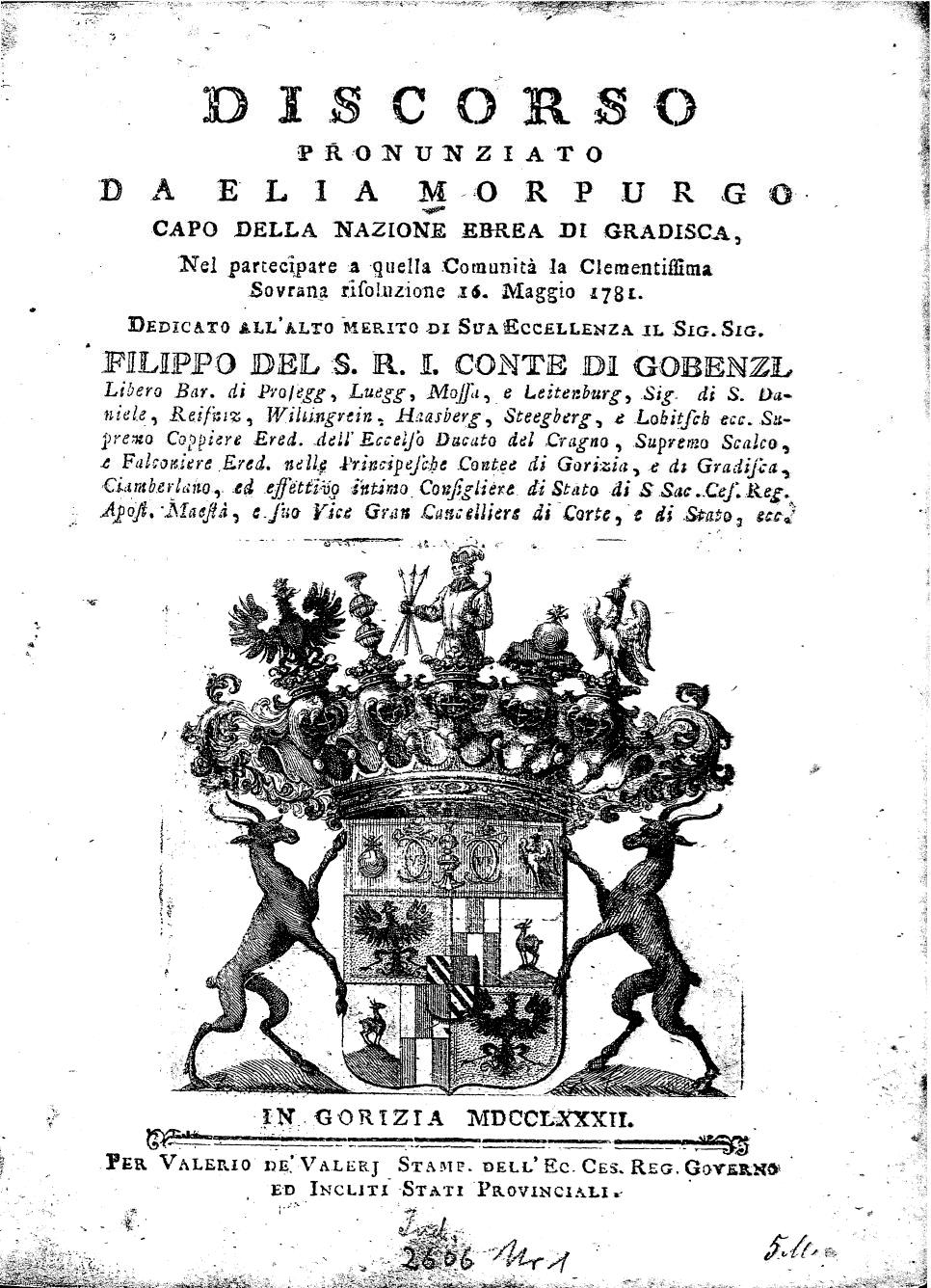
Le discorso de Morpurgo, 1782.

Elia Hayim Morpurgo (אליהו מורפורגו), alias Joseph Sarker ou Giuseppe Sarchi, né vers 1730 et mort en 1801, rabbin ou grand-rabbin de Gradisca, en Frioul-Vénétie Julienne (Italie), est le chef de la communauté israélite de la région ; il est aussi industriel, homme de lettres, traducteur, éducateur, négociateur et porte-parole de la communauté.
Il est un des promoteurs de la Haskala, le renouveau intellectuel juif aussi appelé les Lumières juives. Il écrit notamment la Lettre à mon peuple, la Lettre à la nation hébraïque, le Discours sur la tolérance, les Paroles de sagesse et d'éthique et divers ouvrages politiques, polémistes et pédagogiques.
Elia Morpurgo rencontre quatre fois l'empereur Joseph II au sujet la communauté juive et accueille avec satisfaction les Édits de tolérance. Il cherche à susciter des institutions réunissant les Juifs d'Autriche et d'Italie, ainsi que d'Allemagne et d'Italie. Il favorise la conservation et la diffusion de la culture juive, recueille des poèmes sépharades et des écrits historiques.

## Biographie

### Origine
Elie, Elia, Elias, Eliah, Eliahu ou Elijah Hayim Morpurgo est également appelé Elia, Joseph ou Giuseppe Sarchi, Sacchi, Sarki ou Sarker, nom qu'il adopte alternativement au sien à la suite de l'édit des Habsbourg en 1787 sur les noms de famille,,.
Né à Gradisca d'Isonzo vers 1740, ou en 1731 selon Codelli et selon le Deutsche Biographisher Index, Elia Hayim Morpurgo est le fils de Gabriel Yitzhaq Morpurgo, banquier à Venise, et le frère de Mario Semara Morpurgo, médecin du doge. Il est de la famille Morpurgo célèbre pour le nombre de rabbins, d'intellectuels et d'hommes politiques qui en sont issus.

### Industriel et rabbin
Elia Morpurgo devient un négociant important et un industriel prospère, fabricant notamment de la soie,. Il est en même temps un des chefs de la Haskala, un grand érudit, le responsable de la communauté juive de Gradisca d'Isonzo et de la région, et le chef de l'université israélite de Gradisca ; il a de multiples contacts en Autriche-Hongrie, en Allemagne et en Italie,,.

### Promoteur de la Haskala
La Haskala, ou Lumières juives, est le mouvement intellectuel juif de renouveau et de modernisation qui s'inscrit dans la ligne du courant européen des Lumières. Elia Morpurgo découvre la Haskala avec la littérature de Wessely en 1771 et son Gan Naut. La même année, il fait la connaissance de Pietro Metastasio et lui aurait remis alors des traductions d'œuvres en hébreu.
À la suite de Wessely, Morpurgo promeut la Haskala (les Lumières juives) par ses traductions, ses discours, ses écrits et sa pédagogie,. Il correspond notamment avec Mendelssohn et avec Wessely.
Il participe dès sa fondation en 1784 à la revue Meassef ou HaMe'assef des écrivains et savants juifs adeptes de la Haskala. Il y écrit de fréquentes contributions, y lance un appel pour publier une anthologie poétique juive, et il y publie son programme pédagogique. Mais il ne collabore pas à la deuxième série de la revue.

### Négocie le statut des Juifs

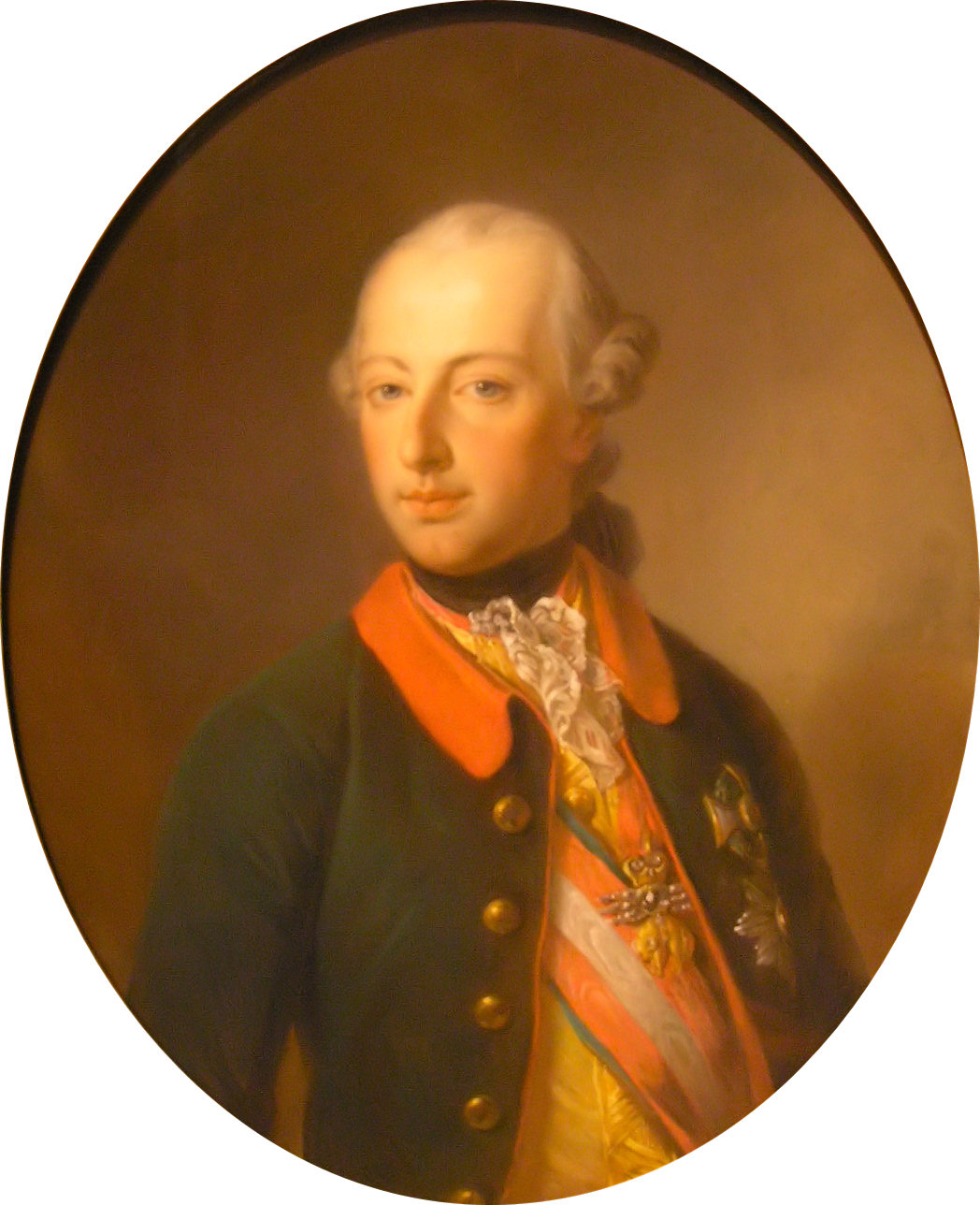
Joseph II reçoit quatre fois Morpurgo à propos du statut des Juifs.

En 1770 et en 1771, Elia Morpurgo est reçu à Vienne par l'empereur Joseph II, à propos de la réorganisation des communautés juives du Saint-Empire romain germanique ou au sujet de l'émancipation des Juifs,.
Elia Morpurgo est de nouveau reçu par l'empereur à deux reprises en 1776, à Trieste puis à Venise. Sur la recommandation de l'empereur auprès du grand-duc de Toscane, Léopold, Morpurgo se rend à Florence et peut y copier plusieurs manuscrits de 1776 à 1778, notamment à la Bibliothèque Laurentienne et à Santa Maria Novella. Il va aussi à Livourne, et projette la publication des poèmes sépharades et des publications historiques.
Il rédige en 1780 et publie l'année suivante une oraison funèbre en l'honneur de l'impératrice Marie-Thérèse. Cet ouvrage est controversé car Elia Morpurgo y loue les bienfaits de Marie-Thérèse, la comparant à la femme vertueuse de Proverbes 31 et oubliant les mesures d'expulsion et de discriminations qu'elle avait prises à l'encontre des Juifs.

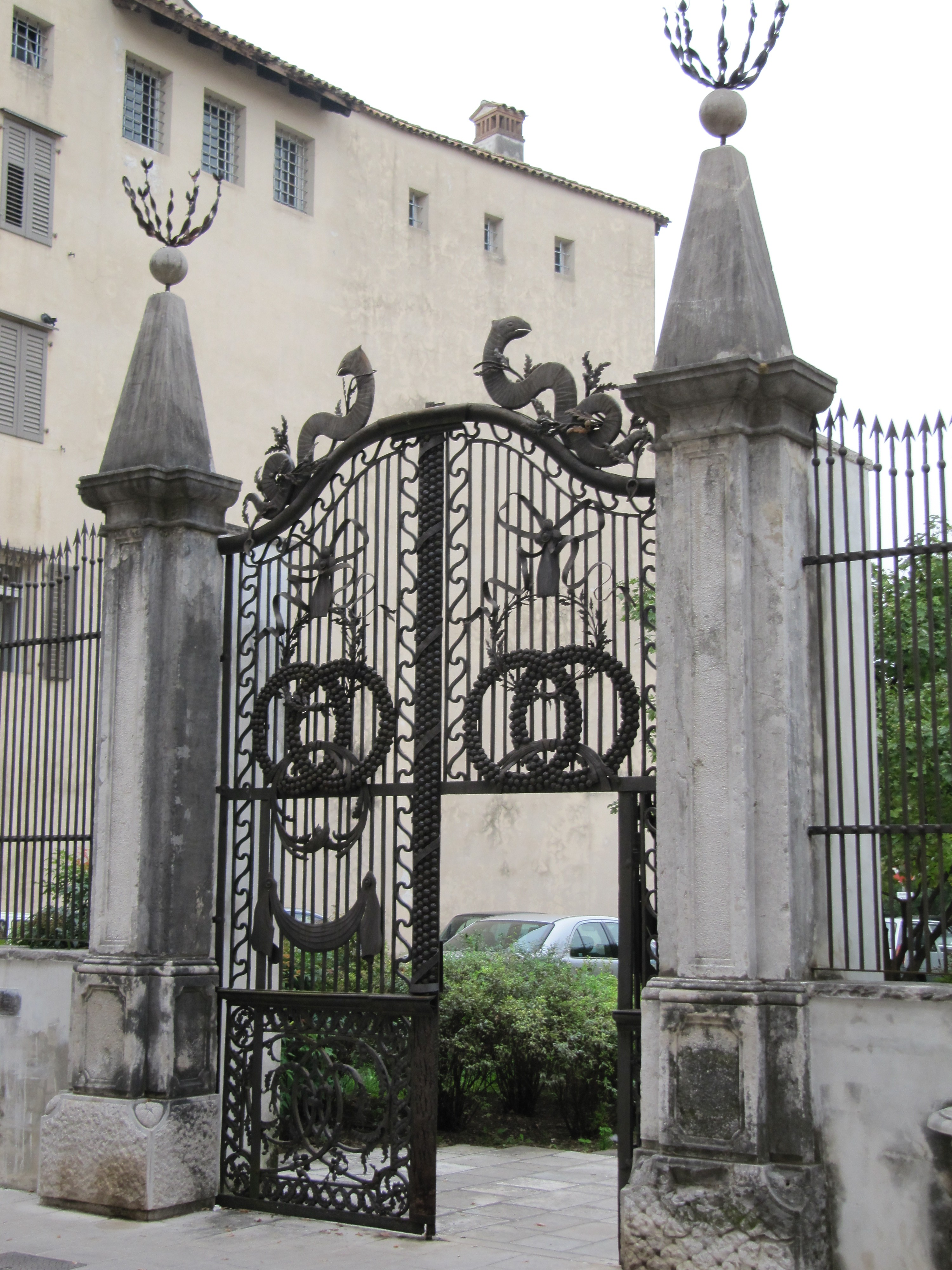
Porte du ghetto de Gorizia : Morpurgo milite pour la suppression de ces ghettos, obtenue en 1781.

Lorsque paraissent en 1781 les Édits de tolérance publiés par Joseph II, Elia Morpurgo y répond par son Discorso, publié l'année suivante, où il se montre satisfait des nouvelles mesures et rappelle notamment les effets néfastes qu'avaient les ghettos.

### Essais de coopérations internationales
Morpurgo publie ensuite un appel pour constituer une assemblée des Juifs d'Autriche et d'Italie. Il lance aussi des projets de coopération éditoriale italo-allemande, mais sans résultat concret.

### Autres opinions
Dans ses rapports avec les Ashkénazes, s'il reconnaît l'excellence de leurs apports dans la Midrash, la Halakha et la Kabbale, en revanche il oppose le « bégaiement » ashkénaze à l'éloquence italienne et regrette qu'ils négligent la langue et la littérature hébraïques, notamment la poésie.
Morpurgo expose en 1784 ses vues sur l'éducation, sous forme de lettres Miktav Meliahu, les lettres d'Elia, et les publie en 1786. Il ne recommande pas les études scientifiques et historiques avant l'âge de 10 ans.
S'il accepte d'abord la conscription imposée aux Juifs, il s'élève contre elle en 1788, à cause des traitements et des humiliations que les conscrits juifs subissent dans l'armée, mais aussi parce que tant qu'ils ne jouissent pas des droits égaux aux autres citoyens, il n'y a pas de raison qu'il en subissent les obligations.

### Vie familiale, nom, décès, postérité
Elia Morpurgo épouse Vittoria Finzi, originaire de Ferrare.
Il change de nom à la fin du XVIIIe siècle et prend le nom de famille Sarker. En 1797, il signe du nom « Elia Sarker ex-Morpurgo. » Ses descendants l'imitent et s'appellent Sarker ou Sarchi, comme Philippe Sarchi et Charles Sarchi.
Elia Morpurgo-Sarker ou Morpurgo-Sarchi est mort à Gradisca en 1830, ou en 1801 selon Maddalena Del Bianco Cotrozzi. Il est enterré au cimetière israélite de Gradisca.
- Elia Morpurgo-Sarchi et Vittoria Finzi ont cinq enfants, dont il confie l'éducation à Yitzaq Rafael Finzi (1728-1813)[1],[23] :
  - Samuel Morpurgo alias Philippe Sarchi (1761-1830), linguiste et philologue hébraïque ;
  - Elia Sarchi ;
  - Isach Leon Sarchi ;
  - Anna Sarchi ;
  - Isabella (surnommée Bella) Sarchi, qui épouse Aron Michlstädter, négociant[24].

Dans le Frioul, en dehors de Gradisca, les Morpurgo possèdent des terres à Campolongo, et la famille d'Elia Morpurgo-Sarker passe une partie de l'année dans la maison qu'elle y possède.

## Œuvres
- Orazione funebre in occasione della morte di Maria Teresa, imperatrice, Gorizia, 1781.
- Discorzo pronunziato da Elia Morpurgo, capo della nazione ebrea di Gradisca, nel partecipare a quella Comunità la Clementissima Sovrana risoluzione del 16 Maggio 1781, Gorizia, Valerio de Valeri, 1782, 102 pages ([PDF] [texte intégral]).
- Igeret Ogeret Ahavat Haadam Beasher Hu Adam, dans Devash VeHalav, JTS, 1782 ; traité sur l'amour de l'homme en tant qu'homme.
- Naphtali Herz Wessely (traduction et complément par Elia Morpurgo), Discorsi di tolleranza e felicità ; con le note del traduttore, Gorizia, Tommasini, 1783 ([PDF] [texte intégral]).
- Miktav Meliahu (ou Mikhtav Me'Elyahu, lettres d'Elia), 1784, programme pédagogique, publié dans Meassef, 1786 ; réédité dans les Bikurei HaIttim, Vienne, 1825 ; rééd. 1826.
- Schreiben an die Vorsteher der Freischule in Berlin, février 1784, dans Ha-Meassef, III, 1786, p. 66-78.
- Lettre à Rabbi Jacob Danon de Constantinople, Tevet 1784.
- Paroles de sagesse et d'éthique (Divrei Hokhmah Umusar), dans Meassef, 1786 ; réédité dans les Bikurei HaIttim, Vienne, 1825 ; rééd. 1826.
- Lettre d'Elijah (Miktav meEliahu), 1786.
- Écrit du rabbi de Gradiska (Schreiben eines Rabbi aus Gradiska), juillet 1788, pamphlet.
- Lettre à mon peuple, septembre 1788 ; rééd. dans Ha-'Olam, volume 1, 1907, p. 37-38.
- Discours sur la tolérance.
- Traduction en italien des Instructions salutaires adressées aux communautés juives de l'empire de Joseph II (Dibre Shalom we-Emet), de Wessely, trad. par Elia Morpurgo, Gorizia, 1793.
- Esame del mondo, trad. de Behinat 'Olam par Yedaiah Bedersi, Trieste, Tip. governiale, 1796, traduction publiée sous le nom de Elia Sarker ex-Morpurgo.
- Un appel pour constituer une assemblée des Juifs d'Autriche et d'Italie ; publié par Jaré, 1907.
- Divers autres poèmes, lettres, adresses, discours.
- Une partie de sa correspondance est publiée par Ysaac Rivkind, 1929.
- Diverses traductions, notamment de Wessely, de Yedaya Bedersi et d'apocryphes.